# Bassenthwaite Lake
Bassenthwaite Lake är en sjö i Storbritannien.   Den ligger i riksdelen England, i den centrala delen av landet, 400 km nordväst om huvudstaden London. Bassenthwaite Lake ligger 69 meter över havet. Arean är 5,1 kvadratkilometer. I omgivningarna runt Bassenthwaite Lake växer i huvudsak blandskog. Den sträcker sig 5,6 kilometer i nord-sydlig riktning, och 3,2 kilometer i öst-västlig riktning.